# Allograpta nasigera
Allograpta nasigera är en tvåvingeart som först beskrevs av Günther Enderlein 1938.  Allograpta nasigera ingår i släktet Allograpta och familjen blomflugor.
Artens utbredningsområde är Colombia. Inga underarter finns listade i Catalogue of Life.